# Stress lavoro correlato
Lo stress correlato al lavoro (definito anche stress lavoro-correlato o stress da lavoro correlato) può essere definito come la percezione di squilibrio avvertita dal lavoratore quando le richieste dell'ambiente lavorativo eccedono le capacità individuali per fronteggiare tali richieste, portando inevitabilmente nel medio-lungo termine ad un vasto spettro di sintomi o disturbi che vanno dal mal di testa, ai disturbi gastrointestinali e/o patologie del sistema nervoso come disturbi del sonno, nevrastenia, sindrome da fatica cronica fino a casi di burn-out o collasso nervoso. Tuttavia, lo stress lavoro-correlato, oltre ad essere una problematica individuale, è da considerarsi soprattutto una risposta fisiologica di fronte a stressor cronici e potrebbe doversi ritenere una responsabilità sistemica, che riguarda soprattutto la strutturazione sociale attuale.

## Etimologia
Il termine "stress lavoro-correlato" fu introdotto per la prima volta in Italia in forma esplicita nell'articolo 28 del Testo unico sulla sicurezza sul lavoro (decreto legislativo n. 81 del 9 aprile 2008). Quest'ultimo decreto prese il termine da una traduzione in italiano dell'accordo quadro europeo dell'8 ottobre 2004 tra UNICE (Confindustria europea), UEAPME (Associazione europea artigianato e PMI) e CEEP (Associazione europea delle imprese partecipate dal pubblico e di interesse economico generale).
L'accordo quadro europeo fu, inoltre, recepito in Italia nel 2008 tramite un accordo interconfederale tra Confindustria, Confapi, Confartigianato, CGIL, CISL, UIL e altre organizzazioni italiane.
L'accordo quadro europeo del 4 ottobre 2004 lo definiva work-related stress, concordemente a quanto fatto in gran parte della letteratura EU-OSHA dell'Unione europea. Altre fonti di lingua inglese, invece, preferiscono il termine occupational stress. Il termine work-related stress è stato poi tradotto in italiano letteralmente come "stress lavoro-correlato", adottando un modello di formazione di parole composte e di uso del trattino tipicamente anglosassone e sconosciuto in italiano. In precedenza era in uso il termine "stress da lavoro".

## Descrizione
Nel 1936, il fisiologo austriaco Hans Selye definì lo stress come la "reazione aspecifica dell'organismo ad ogni richiesta effettuata su di esso".
Da allora il concetto di stress si è evoluto andando ad esplorare maggiormente la relazione tra l'uomo e l'ambiente: Richard Lazarus, ad esempio, usa il termine "stress" per descrivere la particolare interazione che intercorre tra l'organismo e l'ambiente nel momento in cui le richieste ambientali vengono percepite dall'essere umano come eccessive, mettendo così a rischio il benessere individuale e altrui.
Lo stress lavoro correlato è l'esito consequenzialmente logico di un processo che colpisce i lavoratori che vengono sottoposti a carichi eccessivi (emotivo-relazionali o da elevata, scarsa o inadeguata attività) o impropri di lavoro. Maslach e Leiter (2000) hanno individuato tre dimensioni:
- deterioramento dell'impegno nei confronti del lavoro;
- deterioramento delle emozioni originariamente associate al lavoro;
- inadeguato adattamento tra persona e lavoro.

Applicando la precedente definizione ad una situazione lavorativa, l'Agenzia Europea per la Sicurezza e la Salute sul Lavoro (European Agency for Safety and Health at Work) ha adottato la seguente definizione: "lo stress lavoro correlato viene esperito nel momento in cui le richieste provenienti dall'ambiente lavorativo eccedono le capacità dell'individuo nel fronteggiare tali richieste".
L'articolo 3 dell'Accordo Europeo dell'8 ottobre 2004 - così come recepito dall'Accordo Interconfederale del 9 giugno 2008 - definisce lo stress lavoro correlato come “condizione che può essere accompagnata da disturbi o disfunzioni di natura fisica, psicologica o sociale ed è conseguenza del fatto che taluni individui non si sentono in grado di corrispondere alle richieste o aspettative riposte in loro” (art. 3, comma 1).
Tale squilibrio si può verificare dunque quando il lavoratore non si sente in grado di corrispondere alle richieste lavorative. Tuttavia non tutte le manifestazioni di stress sul lavoro possono essere considerate come stress lavoro-correlato. Lo stress lavoro-correlato è quello causato da vari fattori propri del contesto e del contenuto del lavoro.

### European Agency for Safety and Health at Work
L'Agenzia Europea per la Sicurezza e la Salute sul Lavoro è un'organizzazione europea che ha come obiettivo il continuo miglioramento della qualità della vita lavorativa nell'Unione europea. Questa missione viene perseguita diffondendo la cultura della prevenzione in collaborazione con i diversi governi locali, analizzando statistiche e ricerche nel campo della sicurezza dei luoghi di lavoro e diffondendo linee guida, buone pratiche e qualsiasi tipo di consiglio ai vari stakeholder sociali.
Anche il rischio da stress lavoro correlato è stato oggetto di studio dello European Risk Observatory dell'Agenzia, quindi si riportano di seguito alcuni dati diramati dall'ente. 
interessa tutte quelle figure caricate da una duplice fonte di stress, ovvero quello personale e quello della persona aiutata; in particolare colpisce i medici, psicologi, infermieri e altre figure sanitarie, compresi volontari e studenti, gli addetti ai servizi di emergenza, tra cui poliziotti e vigili del fuoco, psichiatri e assistenti sociali, sacerdoti e religiosi (in particolare se in missione), insegnanti ed educatori, avvocati e 
ricercatori
se non opportunamente trattati, questi soggetti cominciano a sviluppare un lento processo di "logoramento" o "decadenza" psicofisica dovuta alla mancanza di energie e di capacità per sostenere e scaricare lo stress accumulato ("burnout" in inglese significa proprio "bruciarsi"). In tali condizioni, non neurobiologicamente congruenti, può anche succedere che queste persone si facciano un carico eccessivo delle problematiche delle persone a cui badano, a causa di un deficit temporaneo della teoria della mente indotto dallo stress, non riuscendo così più a discernere tra la propria vita e quella altrui.
Il burnout comporta esaurimento emotivo, depersonalizzazione, derealizzazione, un atteggiamento spesso improntato al cinismo e un sentimento di ridotta realizzazione personale. Il soggetto tende a sfuggire l'ambiente lavorativo assentandosi sempre più spesso e lavorando con entusiasmo ed interesse sempre minori, a provare frustrazione e insoddisfazione, nonché una ridotta empatia nei confronti delle persone delle quali dovrebbe occuparsi. Il burnout si accompagna spesso ad un deterioramento del benessere fisico, a sintomi psicosomatici come l'insonnia e psicologici come la depressione. I disagi si avvertono dapprima nel campo professionale, ma poi vengono con facilità trasportati sul piano personale: l'abuso di alcol, di sostanze psicoattive ed il rischio di suicidio come esito estremo di disregolazione sono elevati nei soggetti affetti da burnout.
Per misurare il burnout ci sono diverse scale, ma è da ricordare la scala di Maslach: un questionario di 22 domande atte a stabilire se nell'individuo sono attive dinamiche psicofisiche che rientrano nel burnout. A ogni domanda il soggetto interessato deve rispondere inserendo un valore da 0 a 6 per indicare intensità e frequenza con cui si verificano le sensazioni descritte nella domanda stessa.
La prevalenza della sindrome nelle varie professioni non è ancora stata chiaramente definita, ma sembra essere piuttosto elevata tra operatori sanitari quali medici e infermieri (ad esempio, secondo un recente studio olandese in Psychological Reports, non meno del 40% dei medici di base andrebbe incontro ad elevati livelli di burnout), insegnanti e poliziotti.

### Le fasi del burnout
Negli operatori sanitari, la sindrome si manifesta generalmente seguendo quattro fasi.
La prima, preparatoria, è quella dell'entusiasmo idealistico, che spinge il soggetto a scegliere un lavoro di tipo assistenziale.
Nella seconda (stagnazione) il soggetto, sottoposto a carichi di lavoro e di stress eccessivi, inizia a rendersi conto di come le sue aspettative non coincidano con la realtà lavorativa. L'entusiasmo, l'interesse ed il senso di gratificazione legati alla professione iniziano a diminuire.
Nella terza fase (frustrazione) il soggetto affetto da burnout avverte sentimenti di inutilità, di inadeguatezza, di insoddisfazione, uniti alla percezione di essere sfruttato, oberato di lavoro e poco apprezzato; spesso tende a mettere in atto comportamenti di fuga dall'ambiente lavorativo, ed eventualmente atteggiamenti aggressivi verso gli altri o verso se stesso.
Nel corso della quarta fase (apatia) l'interesse e la passione per il proprio lavoro si spengono completamente e all'empatia subentra l'indifferenza, fino ad una vera e propria "morte professionale".

### Le cause del burnout
- Sovraccarico di lavoro: il disadattamento è presente quando la persona percepisce un carico di lavoro eccessivo (le richieste lavorative sono così elevate da esaurire le energie individuali al punto da non rendere possibile il recupero), quando, anche in presenza di un carico ragionevole, il tipo di lavoro non è adatto alla persona (si percepisce di non avere le abilità per svolgere una determinata attività) e quando il carico emotivo del lavoro è troppo elevato (il lavoro scatena una serie di emozioni che sono in contraddizione con i sentimenti della persona);
- produttivismo sistemico: il soggetto, in risposta ad ambienti poco adattivi ai tempi di reazione individuali e/o invalidanti, o a culture individualistiche che esaltano principi come il controllo e l'autoefficacia, potrebbe risentirne della pressione, con notevoli picchi di stress
- senso di impotenza: il soggetto non percepisce che ciò che fa o vuole fare riesca ad influire sull'esito di un determinato evento;
- mancanza di controllo: il disadattamento si verifica quando l'individuo percepisce di avere insufficiente controllo sulle risorse necessarie per svolgere il proprio lavoro oppure quando non ha sufficiente autorità per attuare l'attività nella maniera che ritiene più efficace;
- riconoscimento: si ha disadattamento quando si percepisce di ricevere un riconoscimento inadeguato per il lavoro svolto;
- senso di comunità: è presente disadattamento quando crolla il senso di appartenenza comunitario all'ambiente di lavoro, ovvero quando si percepisce che manca il sostegno, la fiducia reciproca ed il rispetto e le relazioni vengono vissute in modo distaccato ed impersonale;
- assenza di equità: si ha disadattamento quando non viene percepita l'equità nell'ambiente di lavoro in ambiti quali, ad esempio, l'assegnazione dei carichi di lavoro e della retribuzione o l'attribuzione di promozioni e avanzamenti di carriera;
- valori contrastanti: il disadattamento nasce quando si vive un conflitto di valori all'interno del contesto di lavoro, cioè quando la persona non è compatibile con i valori che l'organizzazione trasmette oppure quando i valori non trovano corrispondenza, a livello organizzativo, nelle scelte operate e nella condotta.

## Conseguenze del burnout

### A livello individuale
- Atteggiamenti inibiti verso i clienti/utenti
- Atteggiamenti negativi verso se stessi
- Atteggiamenti negativi verso il lavoro
- Atteggiamenti negativi verso la vita
- Calo della soddisfazione lavorativa
- Calo dell'impegno verso l'organizzazione
- Riduzione della qualità della vita personale
- Peggioramento dello stato di salute in particolare con l'insorgenza di Disturbi d'Ansia
- Aumento della probabilità di assumere alcolici o droghe.

### A livello organizzativo
- Aumento dell'assenteismo
- Aumento del turnover
- Calo della performance
- Calo della qualità del servizio
- Calo della soddisfazione lavorativa.

### Costi dello stress per le organizzazioni
Lo stress legato all'attività lavorativa rappresenta uno dei nodi principali con cui l'Europa deve misurarsi in tema di salute e sicurezza nei luoghi di lavoro. Questa condizione interessa quasi un lavoratore su quattro e secondo gli studi effettuati pare che una percentuale compresa tra il 50% e il 60% di tutte le giornate lavorative perse è dovuta allo stress. Ciò comporta costi enormi in termini di disagio personale oltre al rischio di influenze negative sul risultato economico di un'organizzazione.
Lo stress rappresenta uno dei principali problemi di salute legato all'attività lavorativa riferito più frequentemente e, secondo i dati rilevati nel 2005, colpisce il 22% dei lavoratori dell'Unione europea, percentuale che le proiezioni danno in aumento.
Lo stress influisce fortemente sulla redditività. In termini puramente economici, si stima che nel 2002 il costo economico annuale dello stress legato all'attività lavorativa nell'Unione europea è stato calcolato pari a 20 miliardi di euro.
Di fronte ad un'esposizione prolungata a situazioni di stress si possono manifestare sintomi fisici, psichici o sociali legati proprio all'incapacità delle persone di colmare il divario tra i loro bisogni e la loro attività lavorativa. Va altresì sottolineato che persone diverse possono reagire in modo diverso a situazioni simili e una stessa persona può, in momenti diversi della propria vita, reagire in maniera diversa a situazioni simili.
Secondo le cifre fornite dall'Agenzia, le vittime dello stress da lavoro in Europa sarebbero circa 40 milioni di lavoratori, colpiti da malattie professionali quali disturbi gastrointestinali e cardiovascolari, spossatezza e depressione. Lo stress da lavoro può causare danni fisici o psicosociali ed è tra le cause più comuni di malattia dei lavoratori in tutta l'Unione europea.

### Conseguenze individuali e organizzative dello stress
Il rischio di stress lavoro correlato è riconducibile ad alcune caratteristiche del lavoro come, ad esempio, carichi lavorativi eccessivi, basso grado di controllo sull'attività svolta, basso sostegno organizzativo, ambiguità e conflitti di ruolo, scarse possibilità di sviluppo professionale, precarietà del lavoro, stipendio non adeguato e la presenza di varie forme di molestie (bullismo, mobbing, ecc.).
Nel momento in cui l'individuo non riesca a fronteggiare queste situazioni, le risposte da stress possono manifestarsi a livello: 
- Fisiologico: lo stress innesca reazioni a livello del sistema nervoso autonomo e del sistema ormonale, perciò si potrebbero avere ripercussioni a livello cardiovascolare (accelerazione del battito cardiaco), respiratorio (aumento della frequenza respiratoria), muscolo-scheletrico (ipertonia) e a livello del sistema immunitario (la produzione di adrenalina e cortisolo e corticosterone inibiscono la produzione di globuli bianchi).
- Psicologico: i principali effetti dello stress riguardano il manifestarsi di stati emotivi negativi, quali rabbia, ansia, irritabilità e sintomi di depressione. Dal punto di vista cognitivo, invece, si riscontrano calo dell'autostima e del senso di autoefficacia, diminuzione dell'attenzione (con conseguente innalzamento della probabilità di errori e incidenti) e percezione di ostilità da parte del sistema sociale dell'individuo. Infine, dal punto di vista comportamentale, si osservano cali delle prestazioni (sia in termini quantitativi che qualitativi) e una maggiore inclinazione alla dipendenza da alcol e sigarette.

Il calo in termini di salute fisica e mentale dei lavoratori porta inevitabilmente al deterioramento delle prestazioni dell'intera organizzazione: questo aspetto è riscontrabile in alcuni indicatori come l'aumento dell'assenteismo, l'aumento del tasso di turnover e la riduzione della produttività. Un altro indicatore importante della presenza di stress lavoro correlato è il problema del presenzialismo, definibile come il presenziare al lavoro senza apportare la propria totale portata produttiva a causa di problemi di salute. Questo fenomeno sembra emergere quando il lavoratore si sente stressato, ma, nel contempo, teme di perdere il posto e di essere etichettato come malato.
Studi recenti dimostrano che le problematiche di salute psicofisica più comuni legate al lavoro (stress, depressione, ansia) hanno un impatto economico globale elevato, con costi stimati in centinaia di miliardi e tassi di assenteismo alti. Nonostante gli sforzi per gestire lo stress, molti ambienti lavorativi continuano a generare disagio psicofisico, anche in professionisti soddisfatti del proprio ruolo. La pandemia di COVID-19 ha probabilmente esacerbato una crisi già presente.

#### Fattori di rischio nelle organizzazioni
Già nel 2000, l'Agenzia europea per la sicurezza e la salute sul lavoro ha stilato un elenco di quelle che sono le principali aree chiave a rischio stress all'interno di un'organizzazione. Secondo questa tassonomia dei fattori stressogeni esistono due principali ambiti: uno relativo al contenuto del lavoro (ovvero tutte quelle caratteristiche che fanno parte dell'attività svolta) e un secondo relativo al contesto in cui si svolge il lavoro (ovvero l'insieme delle variabili più attinenti all'organizzazione che all'attività svolta). Secondo il modello dell'Agenzia, ognuno di questi due ambiti contiene al suo interno delle aree chiave di rischio stress lavoro correlato, all'interno delle quali si possono osservare diverse dimensioni di rischio:

#### Contesto di lavoro
- Cultura e funzione organizzativa: Scarsa comunicazione, bassi livelli di sostegno per la risoluzione dei problemi e la crescita personale, mancanza di definizione di obiettivi aziendali.
- Ruolo nell’organizzazione: Ambiguità del ruolo e conflitti di ruolo, responsabilità di persone.
- Sviluppo di carriera: Stagnazione e incertezza della carriera, promozione al di sopra o al di sotto, bassa retribuzione, precarietà del posto di lavoro, basso valore sociale del lavoro.
- Autonomia decisionale / controllo: Scarsa partecipazione al processo decisionale, mancanza di controllo sul lavoro (il controllo, particolarmente in forma di partecipazione, è anche un contesto e un più vasto problema aziendale).
- Rapporti interpersonali sul lavoro: Isolamento sociale o fisico, rapporti scadenti con i superiori, conflitto interpersonale, mancanza di sostegno sociale.
- Interfaccia casa-lavoro: Esigenze conflittuali di lavoro e di casa, scarso sostegno a casa, problemi di doppia carriera.

#### Contenuto del lavoro
- Ambiente e attrezzature: Problemi riguardanti l’affidabilità, la disponibilità, l’idoneità e la manutenzione o riparazione di attrezzature e impianti.
- Progettazione dei compiti: Mancanza di varietà o cicli di lavoro brevi, lavoro frammentario o privo di significato, sottoutilizzo di abilità, alta incertezza.
- Carico e ritmo di lavoro: Carico di lavoro eccessivo o scarso, mancanza di controllo sui ritmi, alti livelli di pressione in termini di tempo.
- Orario di lavoro: Lavoro per turni, orari di lavoro non flessibili, orari imprevedibili, orari lunghi o impossibili.